# Niša Saveljić
Niša Saveljić (in serbo Ниша Савељић?; Titograd, 27 marzo 1970) è un ex calciatore montenegrino e precedentemente jugoslavo, fino alla definitiva conclusione dell'esperienza federativa della Jugoslavia avvenuta nel 2003, nonché serbo-montenegrino, fino alla scissione della Serbia e Montenegro in due stati indipendenti occorsa nel 2006.
Con la Nazionale collezionò 33 presenze andando a segno in un'occasione e partecipò al campionato del mondo 1998 e al campionato d'Europa 2000.

## Palmarès

### Club

#### Competizioni nazionali
- Campionato serbo: 2

Partizan: 1995-1996, 1996-1997
- Coppa di Jugoslavia: 1

Partizan: 2000-2001
- Campionato francese: 1

Bordeaux: 1998-1999